# Dyckia crassifolia
Dyckia crassifolia är en gräsväxtart som beskrevs av Werner Rauh. Dyckia crassifolia ingår i släktet Dyckia och familjen Bromeliaceae.
Artens utbredningsområde är Bolivia. Inga underarter finns listade i Catalogue of Life.